# Шакир Пашов
Шакир Махмудов Пашев е български общественик и политик от Българската комунистическа партия (БКП).

## Биография
Шакир Пашов е роден през 1898 година в квартал „Коньовица“ в София в семейство на цигани мюсюлмани, традиционно занимаващо се с ковачество. Завършва железопътно училище, след което служи в армията през Първата световна война. През 1919 година се връща в София и основава циганска местна организация на БКП. За кратко работи в Българските държавни железници, но е уволнен след Транспортната стачка.
През 1919 година Пашов е сред основателите и секретар на първата циганска организация в България – Сдружение „Истикбал“ – което се опитва без успех да включи софийските цигани в управлението на мюсюлманската религиозна община. По това време той участва и в циганска делегация, която се среща с министър-председателя Александър Стамболийски, настоявайки за възстановяване на избирателните права на циганите, отнети през 1901 година. През 1922 година е делегат на конгрес на БКП, през 1924 година е избран за общински съветник, а през 1925 година става член на новосъздаденото Циганско училищно настоятелство.
След организирания от БКП Атентат в църквата „Света Неделя“ на 16 април 1925 година Шакир Пашов е арестуван за няколко месеца, след което заминава за Турция. След връщането си през 1929 година възстановява участието си в БКП и подновява работата на Сдружение „Истикбал“, което издава свое списание „Тербие“. След закриването на повечето обществени организации след Деветнадесетомайския преврат от 1934 година се занимава с различни културни инициативи. През 1937 година води група цигани самодейци в Царския дворец като част от представления на малцинствата по повод раждането на престолонаследника Симеон Търновски, а на 3 март 1938 година организира в Градското казино голям цигански бал със самодейна театрална постановка по „Хиляда и една нощ“.
След Деветосептемврийския преврат и идването на власт на БКП Шакир Пашов прави бърза кариера като публична личност, донякъде с протекциите на диктатора Георги Димитров. През 1945 година основава и оглавява циганската организация „Екипе“, ръководи нейния вестник „Романо еси“ и получава достъп до държавното радио за поздравления към циганите по празнични поводи, които му носят широка популярност в цялата страна. На изборите през октомври 1946 година е кандидат на Отечествения фронт и е избран за народен представител в VI велико народно събрание. Той става първият циганин депутат в историята на България и единственият до края на комунистическия режим през 1990 година.
През следващите няколко години Пашов е на върха на славата си. Той инициира създаването на Централен цигански театър „Рома“ и основаването на училището в циганския квартал „Факултета“. Популярността му обаче предизвиква опасенията на режима и множество доноси от други цигански активисти. По времето на вътрешните чистки в БКП след Процеса срещу Трайчо Костов след кратко разследване от Държавна сигурност през 1950 година той е изключен от БКП и отстранен от постовете си, обвиняван в различни провинения – сътрудничество с полицията през междувоенния период, връзки с Турция, симпатии към монархията, финансови злоупотреби около циганския театър.
След отстраняването си Шакир Пашов е изпратен в концентрационния лагер „Белене“ и остава затворен в продължение на шест години. През 1956 година е освободен, след което е назначен на работа в циганското читалище в „Коньовица“, но опитите му да възстанови циганската организация довеждат до ново интерниране през 1959 – 1962 година в Добруджа. След връщането си не развива обществена дейност и малко по-късно е напълно реабилитиран от режима, през 1967 година получава народна пенсия, а през 1976 година е признат за „активен борец“.
Шакир Пашов умира на 5 октомври 1981 година в София.